# Classificació de la Copa del Món de futbol 1938
Per a la Copa del Món de Futbol 1938, disputada a França l'any 1938, s'hi van inscriure 37 equips per a un total de 16 places disponibles. Per primer cop, el campió i l'organitzador es van classificar automàticament (foren Itàlia i França).
Originàriament s'havia pensat que la competició es disputés alternadament entre Europa i Sud-amèrica. No obstant això, el creador de la Copa del Món de Futbol Jules Rimet va convèncer la FIFA perquè la competició es disputés al seu país, França. A causa d'aquest fet, molts països americans, entre ells Argentina, Mèxic, Uruguai o els Estats Units, van refusar participar-hi. Per la seva part, la selecció d'Espanya tampoc no va participar-hi a causa de la Guerra Civil espanyola.
Els 34 equips restants van ser dividits en 12 grups, per proximitat geogràfica, de la següent manera:
- Europa: 23 equips per 11 places (inclosos Egipte i Palestina). Grups 1 a 9.
- Sud-amèrica: 2 equips per 1 plaça. Grup 10.
- Nord-amèrica, centre-amèrica i el carib: 7 equips per 1 plaça. Grup 11.
- Àsia: 2 equips per 1 plaça. Grup 12.

Els diferents grups es regiren per diverses regles i de vegades classificaven dos equips i de vegades un, en funció del potencial del grup.

## Europa

### Grup 1
| Equip     | Pts | PJ | PG | PE | PP | GF | GC |
| --------- | --- | -- | -- | -- | -- | -- | -- |
| Alemanya  | 6   | 3  | 3  | 0  | 0  | 11 | 1  |
| Suècia    | 4   | 3  | 2  | 0  | 1  | 11 | 7  |
| Estònia   | 2   | 3  | 1  | 0  | 2  | 4  | 11 |
| Finlàndia | 0   | 3  | 0  | 0  | 3  | 0  | 7  |

| Data                   | Seu        | Partit    | Partit        | Partit | Partit        | Partit    |
| ---------------------- | ---------- | --------- | ------------- | ------ | ------------- | --------- |
| 16 de juny de 1937     | Estocolm   | Suècia    | Suècia        | 4:0    | Finlàndia     | Finlàndia |
| 20 de juny de 1937     | Estocolm   | Suècia    | Suècia        | 7:2    | Estònia       | Estònia   |
| 29 de juny de 1937     | Hèlsinki   | Finlàndia | Finlàndia     | 0:2    | Alemanya nazi | Alemanya  |
| 19 d'agost de 1937     | Turku      | Finlàndia | Finlàndia     | 0:1    | Estònia       | Estònia   |
| 29 d'agost de 1937     | Königsberg | Alemanya  | Alemanya nazi | 4:1    | Estònia       | Estònia   |
| 21 de novembre de 1937 | Hamburg    | Alemanya  | Alemanya nazi | 5:0    | Suècia        | Suècia    |

- Classificats: Alemanya i Suècia

### Grup 2
| Data                  | Seu    | Partit  | Partit  | Partit | Partit  | Partit  |
| --------------------- | ------ | ------- | ------- | ------ | ------- | ------- |
| 10 d'octubre de 1937  | Oslo   | Noruega | Noruega | 3:2    | Irlanda | Irlanda |
| 7 de novembre de 1937 | Dublín | Irlanda | Irlanda | 3:3    | Noruega | Noruega |

- Classificat: Noruega

### Grup 3
| Data                 | Seu      | Partit     | Partit              | Partit | Partit              | Partit     |
| -------------------- | -------- | ---------- | ------------------- | ------ | ------------------- | ---------- |
| 10 d'octubre de 1937 | Varsòvia | Polònia    | Polònia             | 4:0    | Regne de Iugoslàvia | Iugoslàvia |
| 3 d'abril de 1938    | Belgrad  | Iugoslàvia | Regne de Iugoslàvia | 1:0    | Polònia             | Polònia    |

- Classificat: Polònia

### Grup 4
Egipte s'havia d'enfrontar a Romania però es retirà.
- Classificat: Romania

### Grup 5
| Data              | Seu  | Partit | Partit | Partit | Partit   | Partit   |
| ----------------- | ---- | ------ | ------ | ------ | -------- | -------- |
| 1 de maig de 1938 | Milà | Suïssa | Suïssa | 2:1    | Portugal | Portugal |

- Classificat: Suïssa

### Grup 6
El Grup es va dividir en dues fases. A la primera s'enfrontaren Grècia i Palestina a doble volta. El vencedor s'enfrontà al cap de sèrie Hongria.
| Data                 | Seu      | Partit    | Partit                       | Partit | Partit                       | Partit    |
| -------------------- | -------- | --------- | ---------------------------- | ------ | ---------------------------- | --------- |
| 22 de gener de 1938  | Tel-Aviv | Palestina | Mandat britànic de Palestina | 1:3    | Grècia                       | Grècia    |
| 20 de febrer de 1938 | Atenes   | Grècia    | Grècia                       | 1:0    | Mandat britànic de Palestina | Palestina |
| 25 de març de 1938   | Budapest | Hongria   | Hongria                      | 11:1   | Grècia                       | Grècia    |

- Classificat: Hongria

### Grup 7
| Data                  | Seu   | Partit         | Partit          | Partit | Partit          | Partit         |
| --------------------- | ----- | -------------- | --------------- | ------ | --------------- | -------------- |
| 7 de novembre de 1937 | Sofia | Bulgària       | Bulgària        | 1:1    | República Txeca | Txecoslovàquia |
| 24 d'abril de 1938    | Praga | Txecoslovàquia | República Txeca | 6:0    | Bulgària        | Bulgària       |

- Classificat: Txecoslovàquia

### Grup 8
El Grup es va dividir en dues fases. A la primera s'enfrontaren Letònia i Lituània a doble volta. El vencedor s'enfrontà al cap de sèrie Àustria.
| Data                  | Seu    | Partit   | Partit   | Partit | Partit   | Partit   |
| --------------------- | ------ | -------- | -------- | ------ | -------- | -------- |
| 29 de juliol de 1937  | Riga   | Letònia  | Letònia  | 4:2    | Lituània | Lituània |
| 3 de setembre de 1937 | Kaunas | Lituània | Lituània | 1:5    | Letònia  | Letònia  |
| 5 d'octubre de 1937   | Viena  | Àustria  | Àustria  | 2:1    | Letònia  | Letònia  |

- Classificat: Àustria

Tot i haver-se classificat, Àustria no va participar en la Copa del Món en haver estat anexionada per Alemanya, poc abans d'iniciar-se el campionat. La seva plaça fou oferta a Anglaterra, però aquesta rebutjà la proposta. Finalment al campionat només participaren 15 seleccions.

### Grup 9
| Equip         | Pts | PJ | PG | PE | PP | GF | GC |
| ------------- | --- | -- | -- | -- | -- | -- | -- |
| Països Baixos | 3   | 2  | 1  | 1  | 0  | 5  | 1  |
| Bèlgica       | 3   | 2  | 1  | 1  | 0  | 4  | 3  |
| Luxemburg     | 0   | 2  | 0  | 0  | 2  | 2  | 7  |

| Data                   | Seu       | Partit        | Partit        | Partit | Partit        | Partit        |
| ---------------------- | --------- | ------------- | ------------- | ------ | ------------- | ------------- |
| 28 de novembre de 1937 | Rotterdam | Països Baixos | Països Baixos | 4:0    | Luxemburg     | Luxemburg     |
| 13 de març de 1938     | Luxemburg | Luxemburg     | Luxemburg     | 2:3    | Bèlgica       | Bèlgica       |
| 3 d'abril de 1938      | Anvers    | Bèlgica       | Bèlgica       | 1:1    | Països Baixos | Països Baixos |

- Classificats: Bèlgica i Països Baixos

## Sud-amèrica

### Grup 10
Argentina s'havia d'enfrontar al Brasil però es retirà.
- Classificat: Brasil

## Nord-amèrica

### Grup 11
Colòmbia, Costa Rica, El Salvador, Estats Units, Guayana Holandesa i Mèxic es retiraren. Cuba es classificà automàticament.
- Classificat: Cuba

## Àsia

### Grup 12
Japó s'havia d'enfrontar a les Índies Orientals Holandeses però es retirà a causa de la seva implicació en la Segona Guerra Sinojaponesa.
- Classificat: Índies Orientals Holandeses